# Journal of Chromatography B
Journal of Chromatography B è una rivista accademica che si occupa di chimica analitica per la biologia.
Il titol completo è Journal of Chromatography B: Biomedical Sciences and Applications
Nella propria home page riporta un impact factor pari a 2.729.